# Parc de la Perle du Lac
Le parc de la Perle-du-lac est un jardin public qui se situe à Genève, en Suisse. 

## Situation
Il fait partie d'une suite de parcs contigus : parc Mon Repos, parc Moynier, parc Barton, et parc William-Rappard, sur la rive droite du lac Léman, en prolongation du quartier des Pâquis.

## Histoire
Le parc doit son nom à l'épouse de Hans Wilsdorf, fondateur de la société Rolex, qui se serait exclamée « Ceci est la perle du lac ! ».

## Contenu du parc
Le parc possède une grande pelouse fleurie, couramment appelée « jardin de la perle ». Une bâtisse de style florentin construite en 1829 accueille le Musée d'histoire des sciences de Genève. Un restaurant se trouve également dans le parc. Il dispose d'une belle terrasse offrant une vue sur le lac et le jet d'eau, avec (quand le temps est favorable) le Mont-Blanc en arrière-plan.

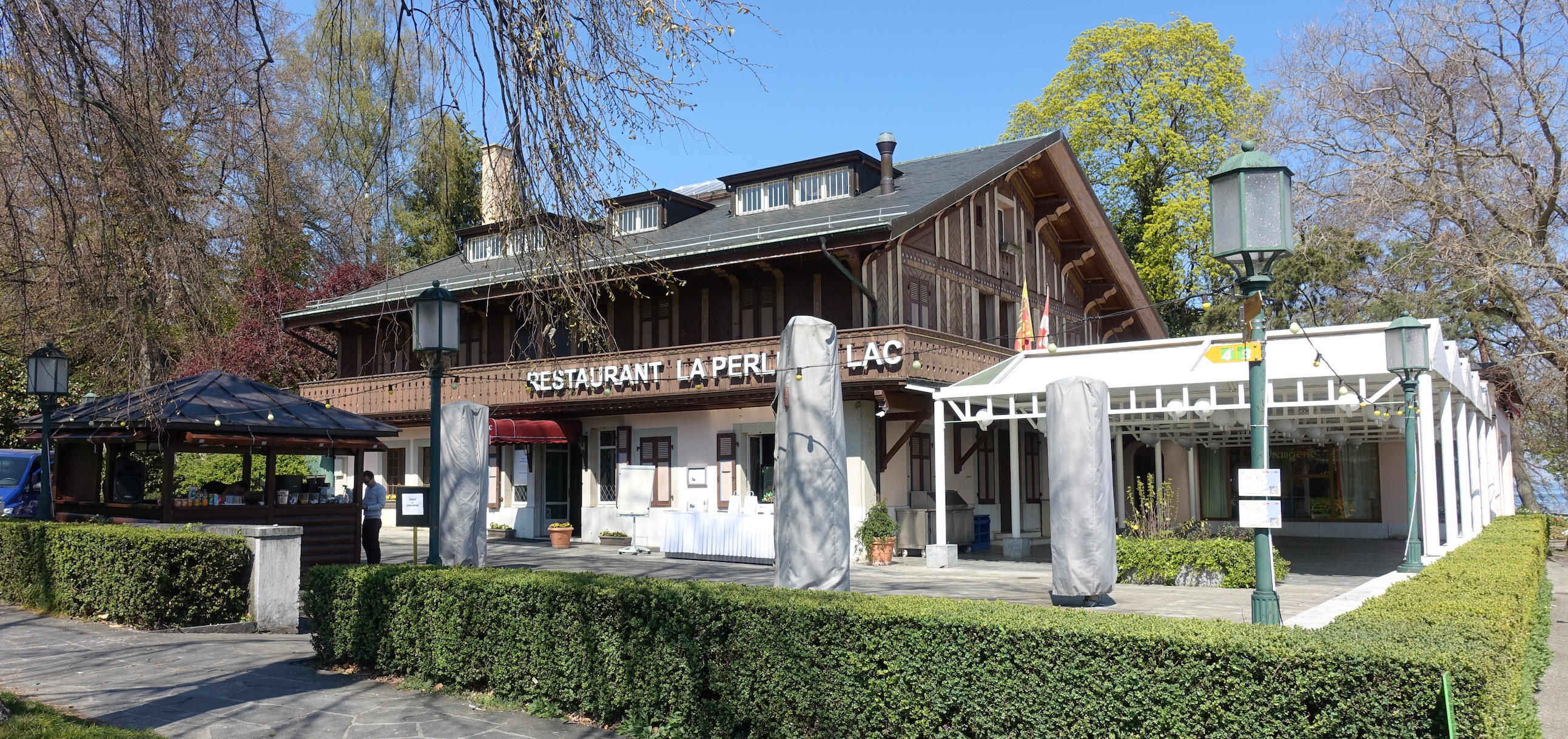
Restaurant
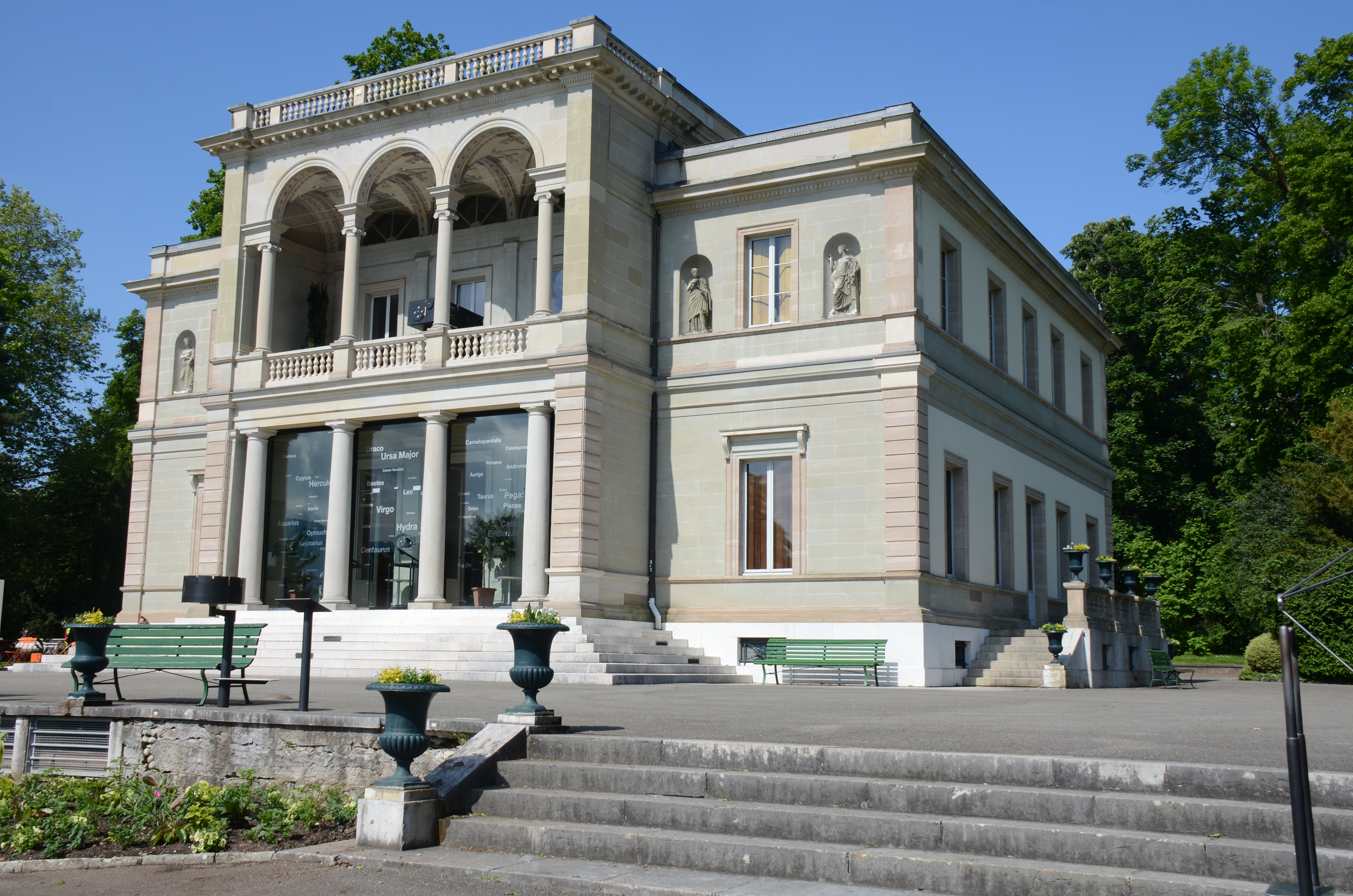
Villa Bartholoni
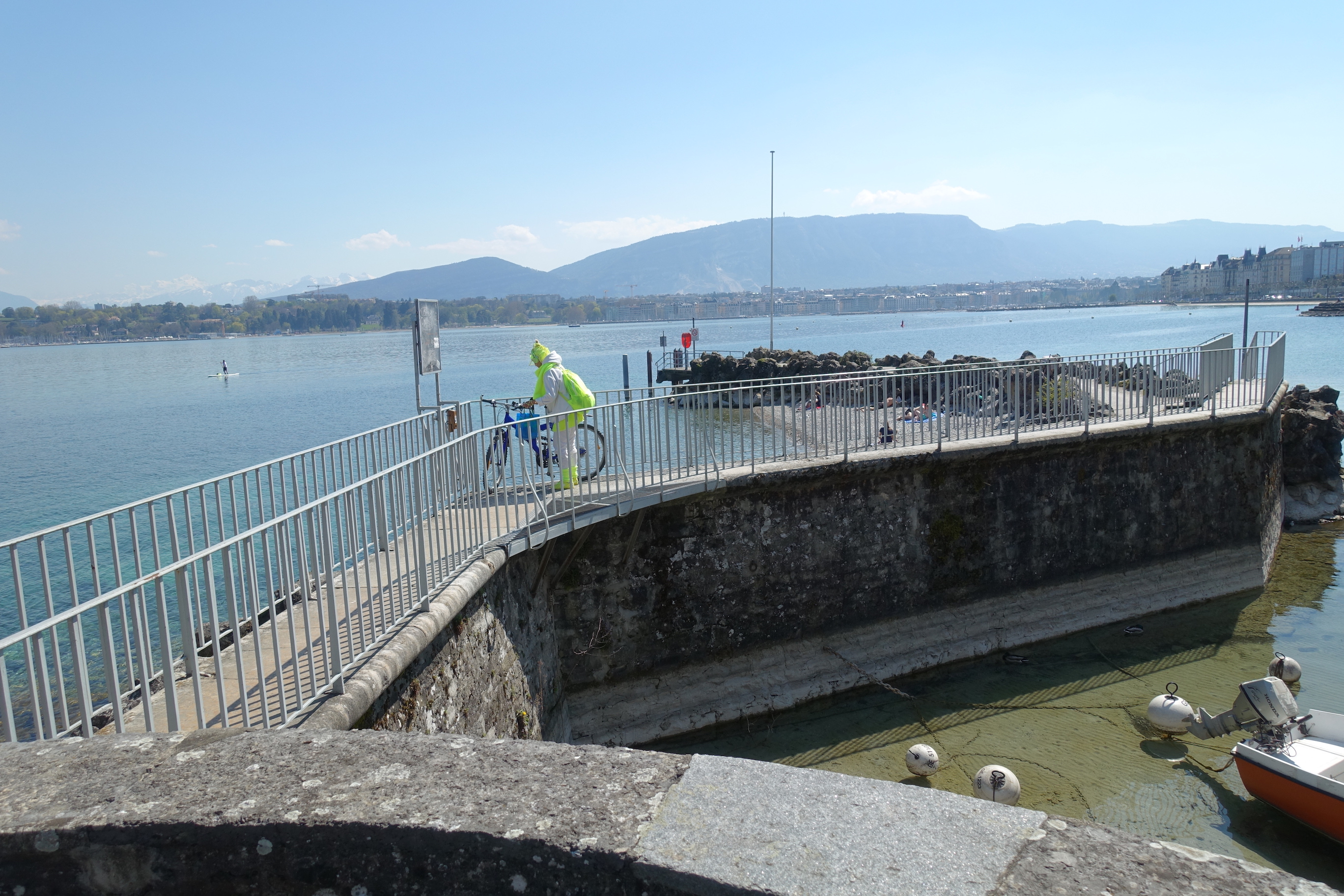
Débarcadère
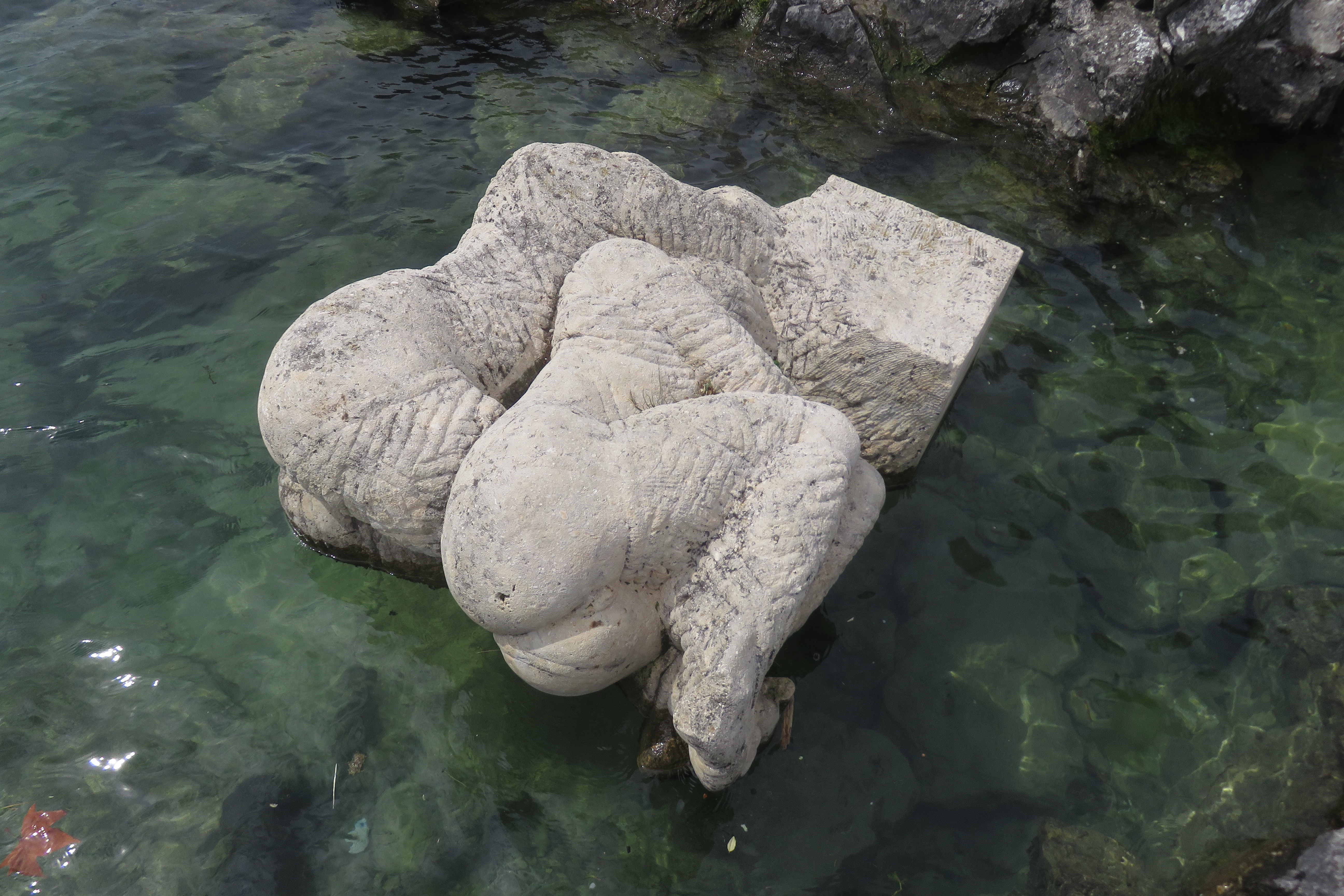
Figures enlacées, Fontana 1985
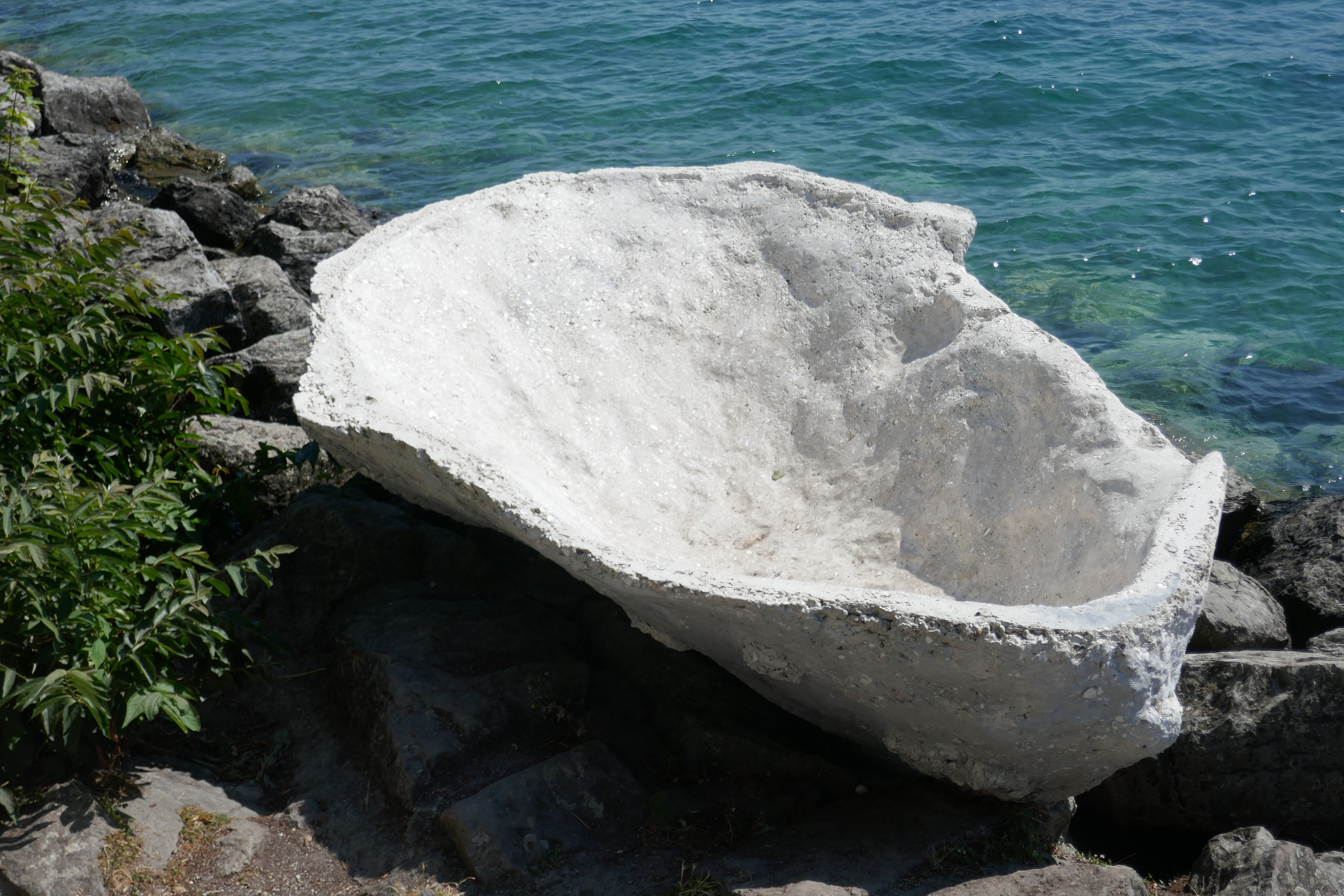
La Perle, 2023
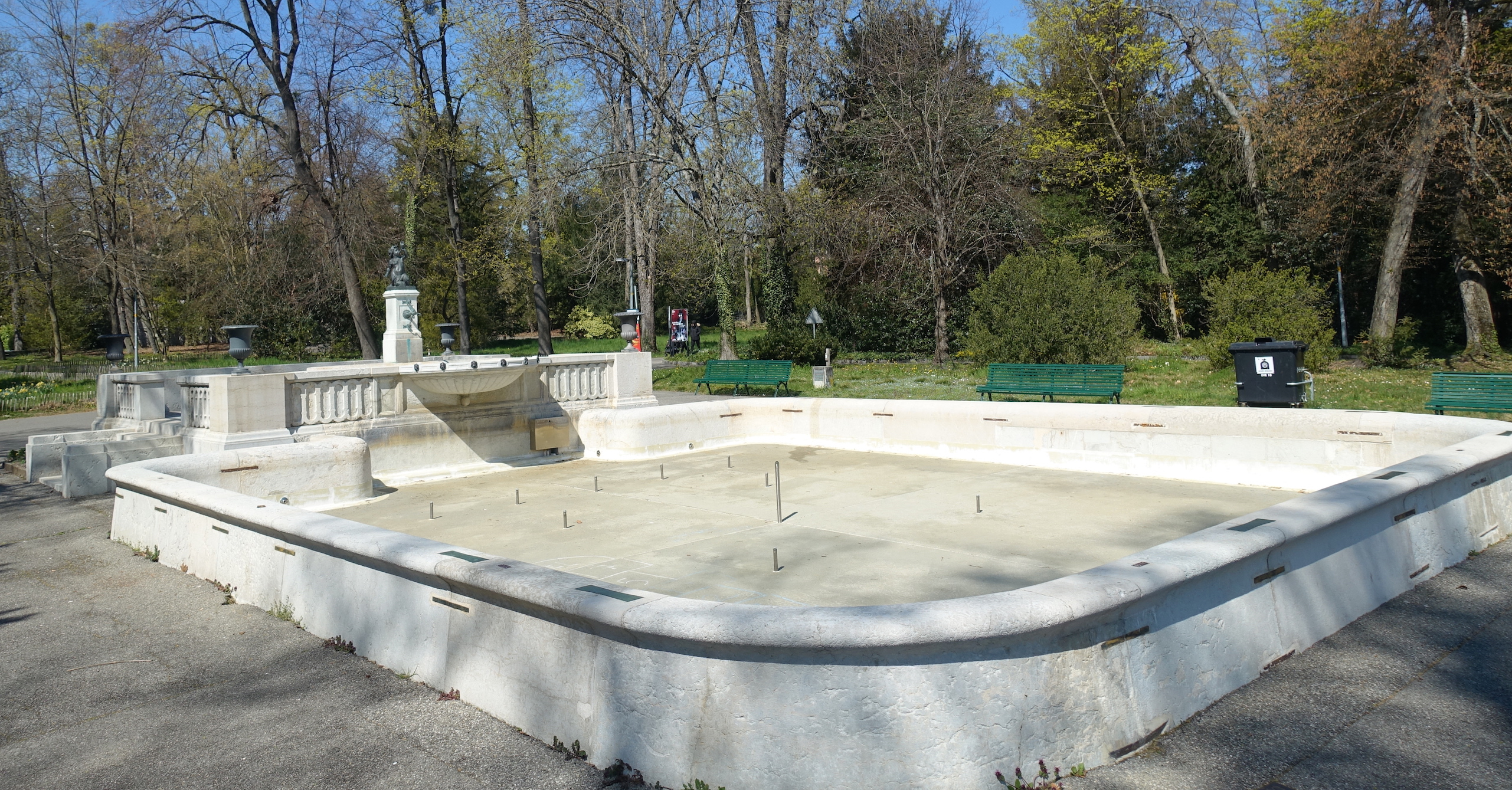
Fontaine monumentale
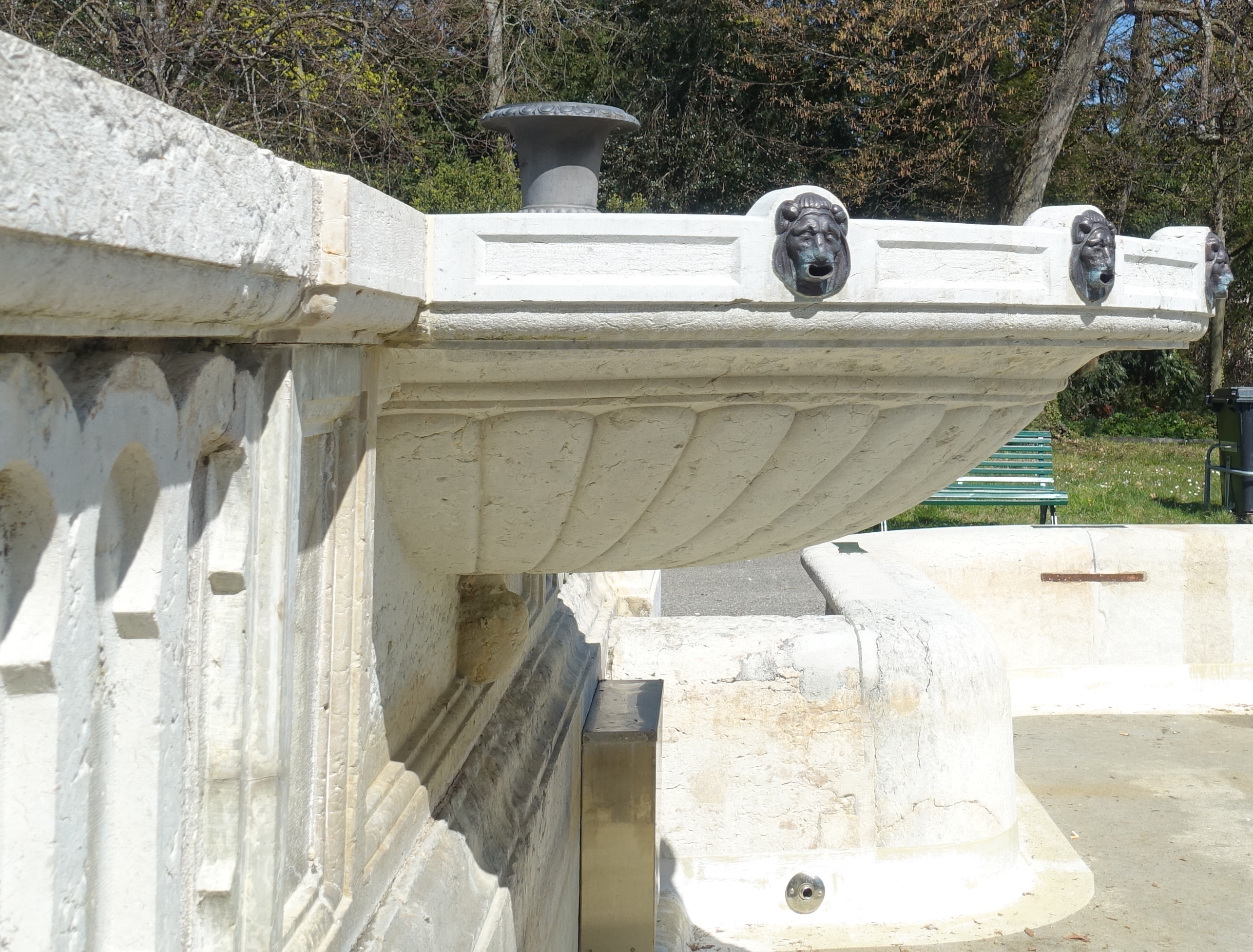
Fontaine monumentale
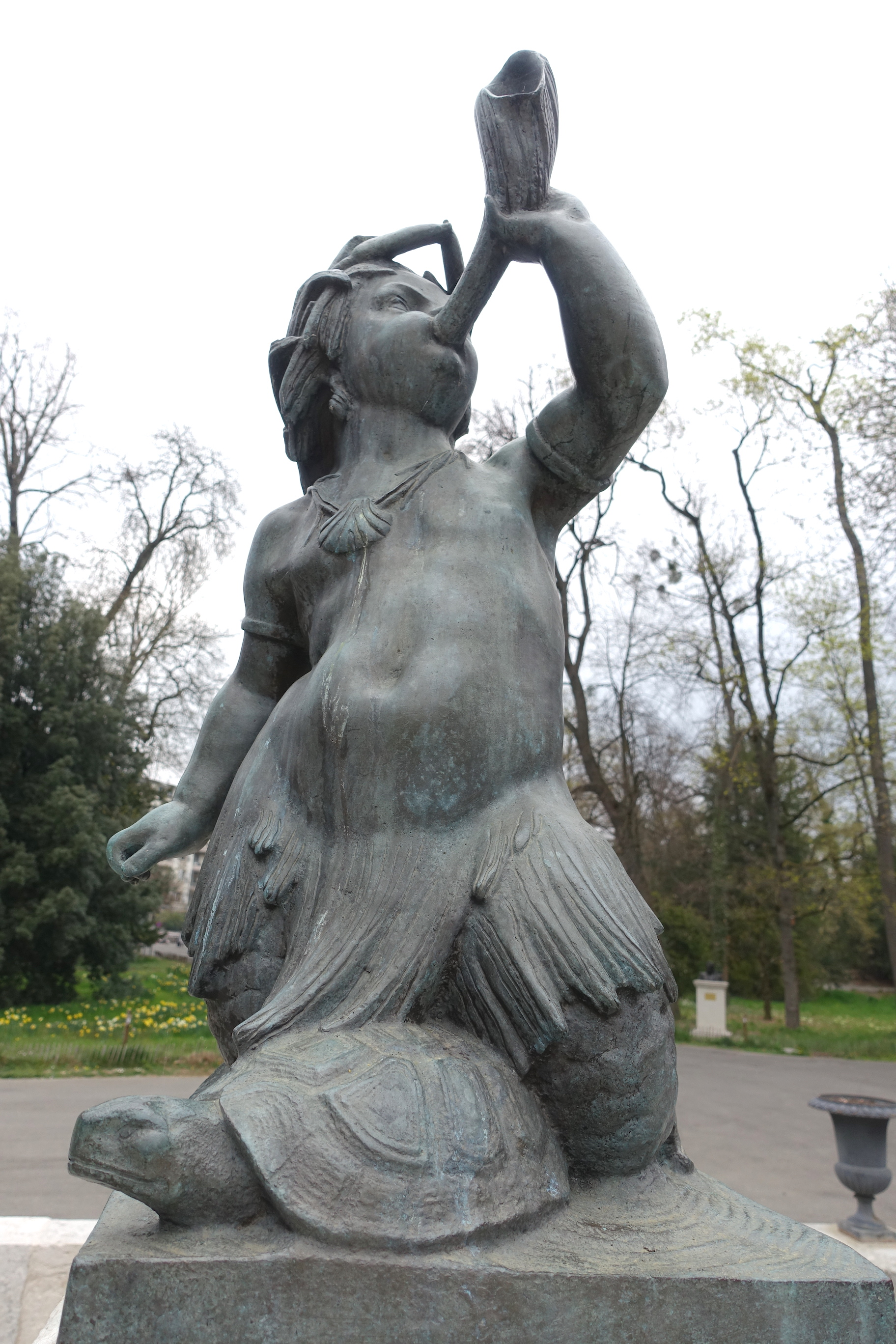
Fontaine monumentale
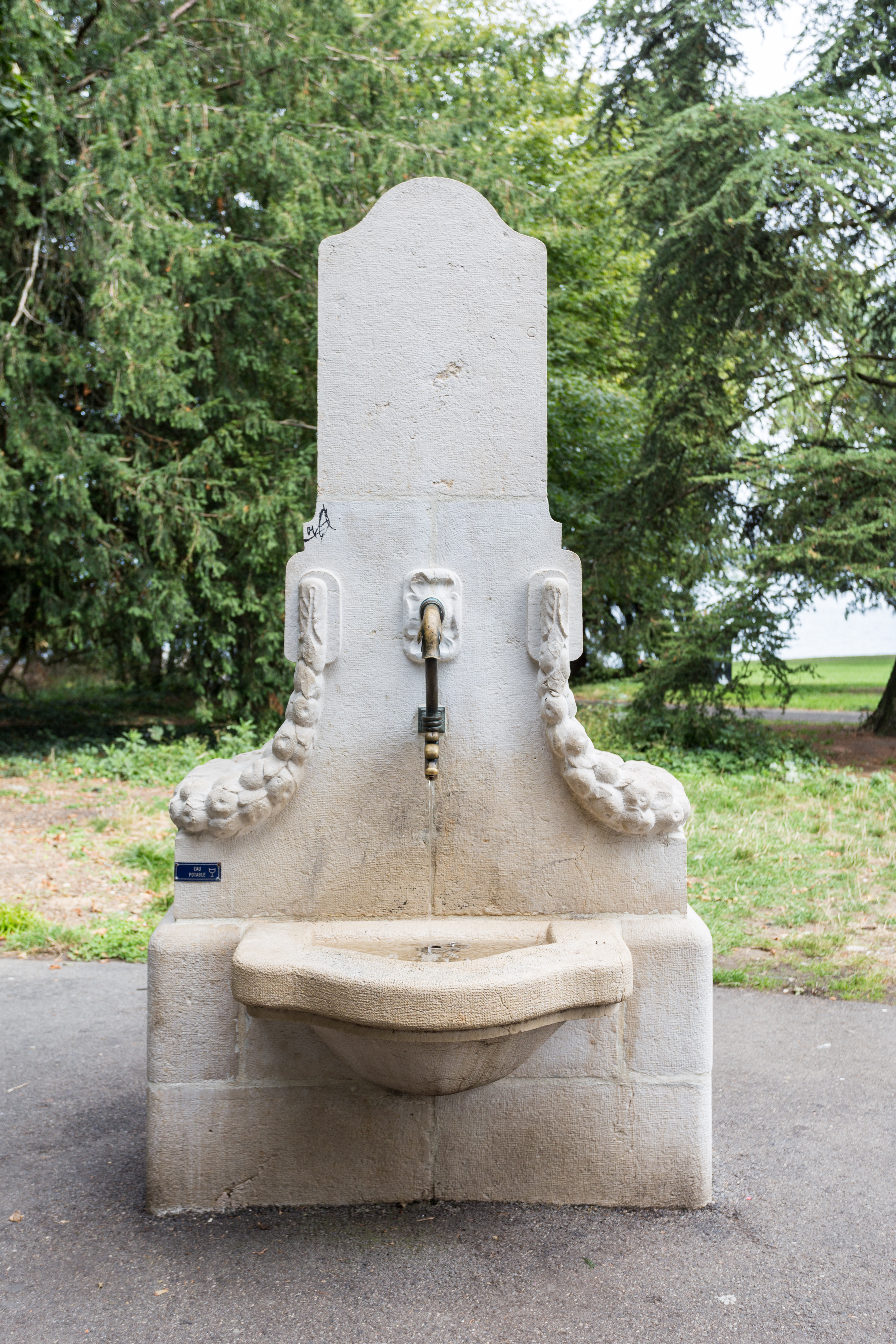
Fontaine à double faces
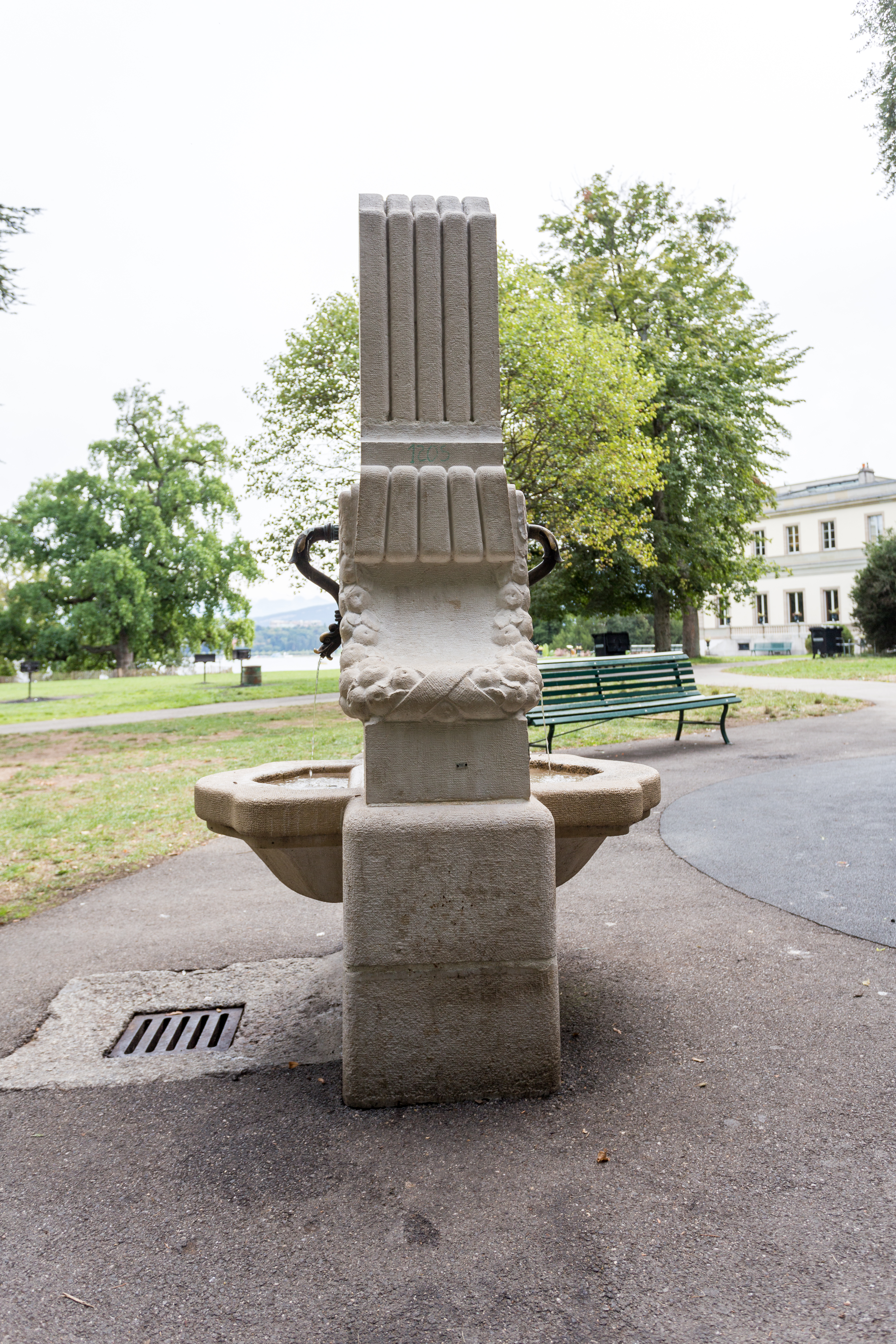
Fontaine à double faces
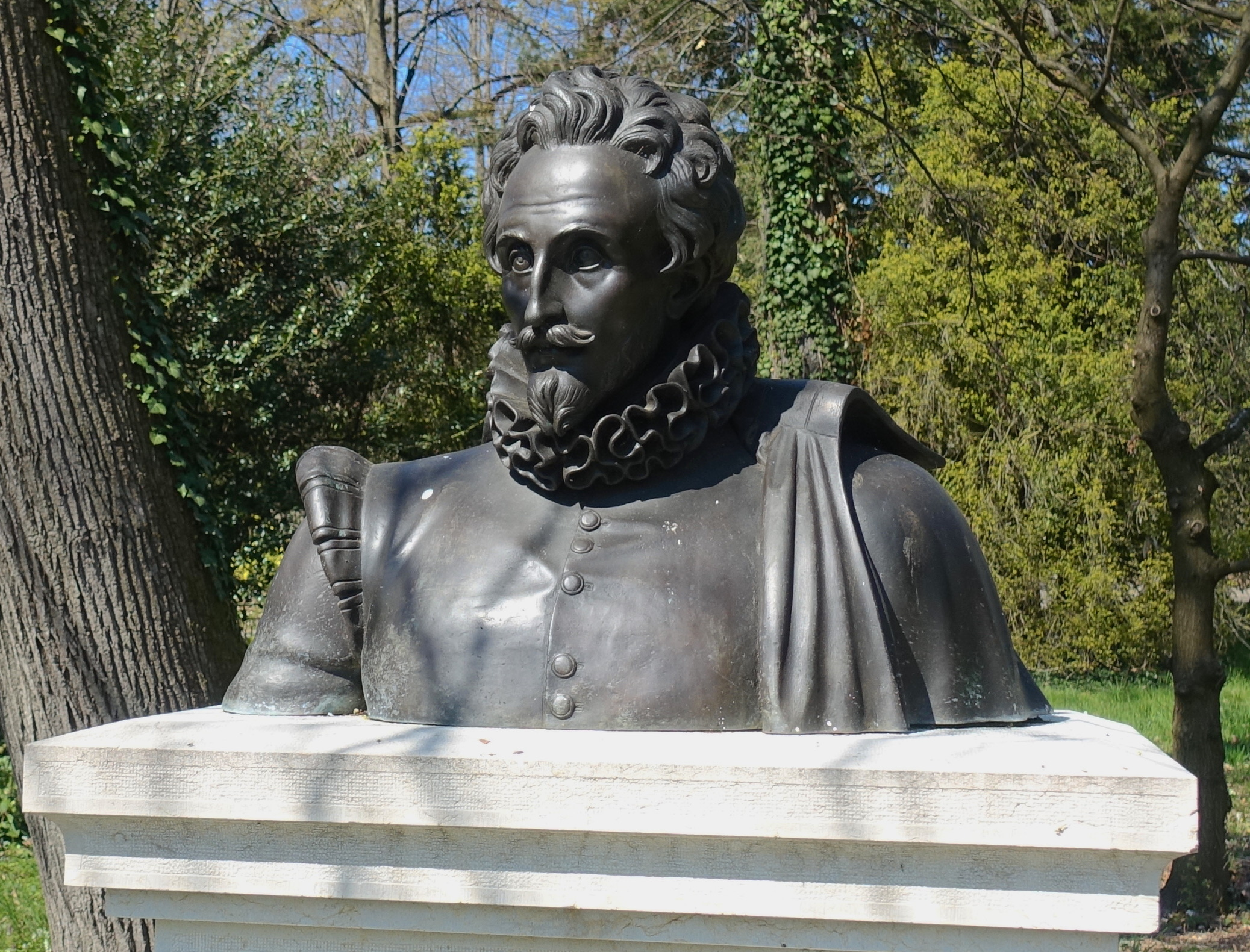
Buste de Cervantes
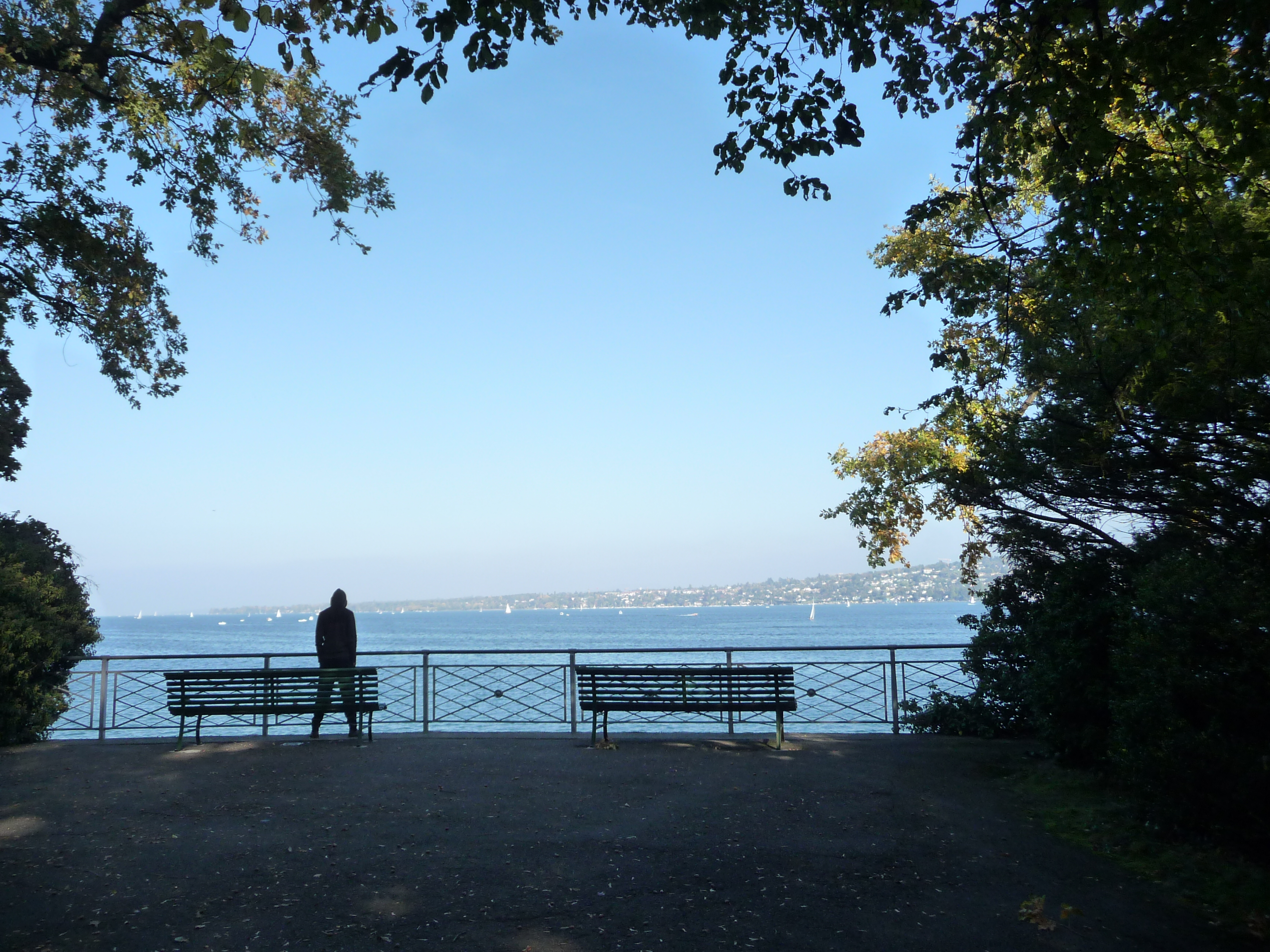
2011
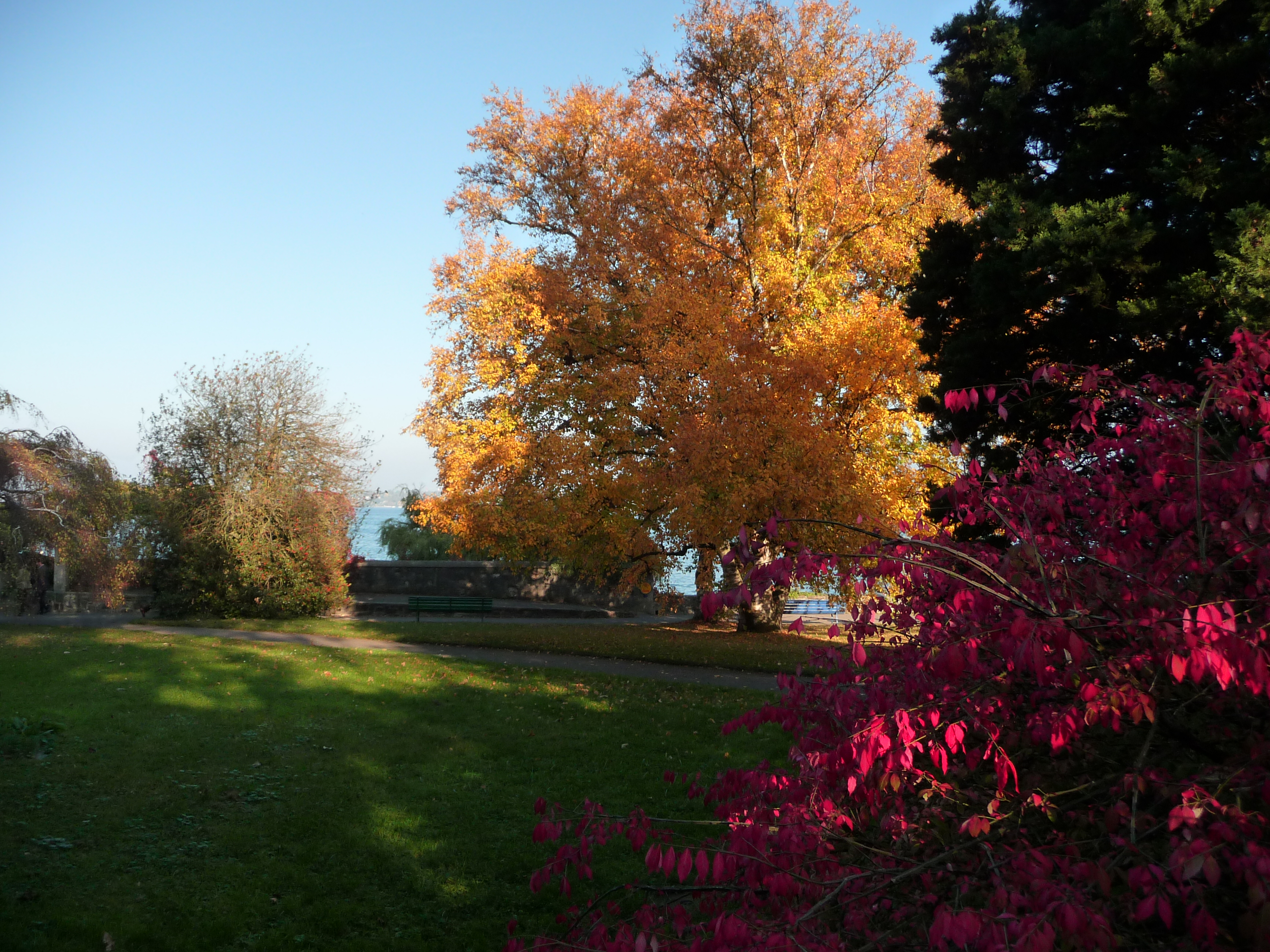
2011